# Cari Tuna

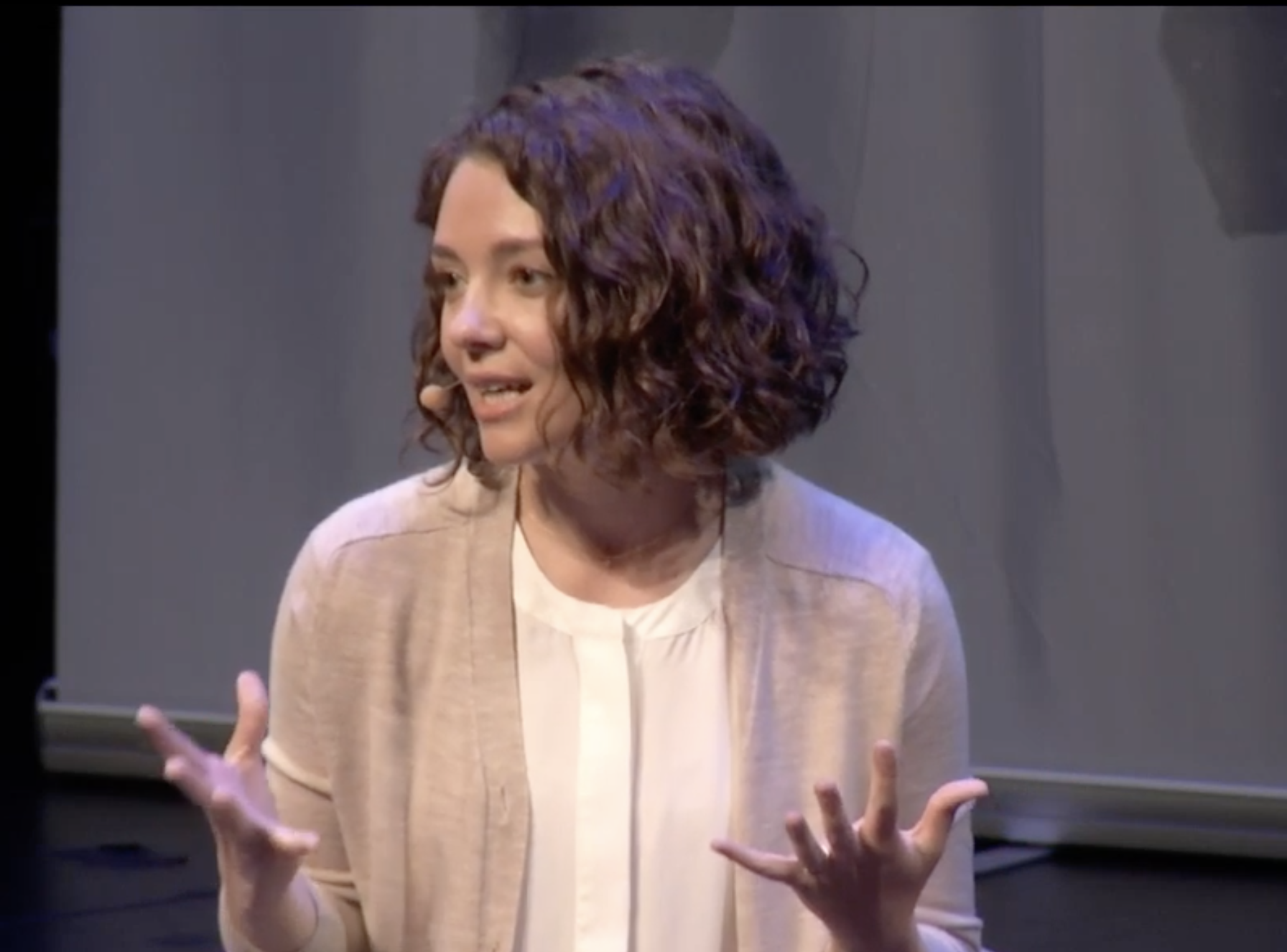
Tuna em 2016

Cari Tuna é uma empresária de organizações sem fins lucrativos norte-americana. Ex-repórter do The Wall Street Journal, Tuna co-fundou e trabalha para as organizações Open Philanthropy e Good Ventures.

## Educação e carreira
A mais velha de três filhos de dois médicos, Tuna foi criada em Evansville, Indiana. Ela frequentou a Signature School, onde foi presidente do conselho estudantil, fundou um capítulo da Amnistia Internacional e foi co-valectorian. Tuna frequentou a Universidade de Yale, onde escreveu para o Yale Daily News. Depois de se formar em ciência política, ela tornou-se jornalista do The Wall Street Journal. Atualmente, ela trabalha em tempo integral na Good Ventures, a fundação privada dela e do seu marido, bem como na Open Philanthropy, uma subsidiária de uma colaboração entre a Good Ventures e a GiveWell.

## Vida pessoal
Tuna conheceu o empresário da Internet Dustin Moskovitz num encontro às cegas e eles casaram-se em 2013. Tuna, junto com o seu marido, é signatária do Giving Pledge de Bill Gates e Warren Buffett. Ela é uma membro proeminente da comunidade do altruísmo eficaz.